# Agrominimum
Agrominimum – pojęcie z zakresu rolnictwa, w ramach którego zalecano wprowadzano we wszystkich indywidualnych gospodarstwach rolnych określonych zabiegów agrotechnicznych i zootechnicznych, w celu podniesienia kultury rolnej i wykorzystania rezerw produkcyjnych tkwiących w rolnictwie.
Regulacje prawne dotyczące programu agrominimum funkcjonowały w latach 1963–1972.

## Podstawowe zadania agrominimum
Podstawowe zadania, które wchodziły w skład agrominimum, były następujące:
- uprawianie całego posiadanego lub użytkowanego areału ziemi, nadającego się do produkcji rolnej,
- dokonywanie wymiany ziarna siewnego zbóż i sadzeniaków ziemniaka w rotacji ustalonej gromadzkim planem nasiennym,
- wykonywanie podorywek po sprzęcie zbóż oraz orek przedzimowych,
- wapnowanie pól,
- stosowanie mechanicznego siewu zbóż,
- prawidłowe stosowanie nawozów mineralnych i staranne przechowywanie oraz wykorzystywanie obornika, a także produkcja kompostów,
- stosowanie racjonalnych zabiegów pielęgnacyjnych na łąkach i pastwiskach oraz dokonywanie zbioru traw we właściwych dla danego rejonu terminach,
- utrzymywanie zwierząt i pomieszczeń, w których były one przetrzymywane, w należytych warunkach higienicznych.

## Zakres stosowania agrominimum
Agrominimum było określone dla całej gromady bądź odrębnie dla poszczególnych wsi, przy czym w pierwszej kolejności obejmowano programem wsie, które wskutek niestosowania podstawowych zabiegów agrotechnicznych uzyskiwały niższe plony od przeciętnych.
Agrominimum uchwalała gromadzka rada narodowa na wniosek komisji rolnictwa i zaopatrzenia ludności, uzgodniony z agronomem gromadzkim oraz zarządami kółek rolniczych. Zadania agrominimum były podane do wiadomości przez przewodniczącego gromadzkiej rady narodowej lub sołtysa wszystkim rolnikom na zebraniu wiejskim lub na zebraniu kółka rolniczego w obecności agronoma gromadzkiego. Kontrolę przebiegu i wyniki realizacji agrominimum w każdym gospodarstwie przeprowadzała komisje rolnictwa i zaopatrzenia ludności oraz wyznaczone przez prezydium gromadzkiej rady narodowej zarządy kółek rolniczych lub społeczne 3-osobowe zespoły pod nadzorem agronoma gromadzkiego.

## Wyróżnianie wsi
Wsie, które w pełni wykonały zadania agrominimum, miały pierwszeństwo do:
- uwzględnienia ich przy zawieraniu umów kontraktacyjnych,
- otrzymywania kredytów na założenie potrzebnych w gromadzie punktów kopulacyjnych i gniazd reprodukcyjnych,
- otrzymania przydziałów materiałów budowlanych i środków produkcyjnych,
- otrzymywania pomocy maszynowej i środków transportowych ze strony państwowych ośrodków maszynowych i kółek rolniczych,
- otrzymywania kredytów na intensyfikację produkcji rolniczej.

Gromady i wsie, które w wyniku wykonania zadań agrominimum w sposób wyraźny podniosły przeciętne wyniki produkcji rolniczej, były w pierwszej kolejności włączone do planów inwestycyjnych w zakresie melioracji, elektryfikacji i zaopatrzenia wsi w wodę.

## Zniesienie agrominimum
Na podstawie uchwały Rady Ministrów z 1972 r. w sprawie utraty mocy obowiązującej niektórych uchwał Rady Ministrów, Prezydium Rządu, Komitetu Ekonomicznego Rady Ministrów i Komitetu Ministrów do Spraw Kultury, ogłoszonych w Monitorze Polskim zlikwidowano program agrominimum.